# Океан-О
Океан-О — українсько-російський космічний апарат (КА 25860/1999-039А) був запущений 17 липня 1999 з космодрому Байконур РН «Зеніт» за російсько-українським проєктом. Запуск КА «Океан-О» було реалізовано за програмою «Загальнодержавна (Національна) космічна програма України в 1998—2002 рр.». Проведений відповідно до двостороннього рішення Російського космічного агентства (РКА) і Національного космічного агентства України (НКАУ).
Запуск КА «Океан-О» здійснювався з метою оперативного збору даних про стан світового океану і суші, передачі даних по радіоканалах на пункти прийому інформації в інтересах народного господарства, наук про Землю та міжнародного співробітництва.

## Історія проєкту
Перші відомості про КА «Океан-О» з'явилися в 1989 р., коли НВО «Планета» проанонсувало появу нової серії апаратів, що виводяться на сонячно-синхронну орбіту за допомогою РН «Зеніт».
Замовниками КА виступили РКА і НКАУ, розробником (інтегратором систем) стало ДКБ «Південне» ім. М. К. Янгеля.
Дуже довго йшла підготовка до запуску КА «Океан О». Макет КА прибув на космодром в липні 1991 р. Його примірки з макетом РН відбулися в листопаді 1993 р. А підготовка до запуску льотного зразка «Океан О» почалася в 1994 р., тобто більше п'яти років тому, і йшла на майданчику № 31 силами українських розрахунків з тривалими перервами в залежності від фінансування програми.

## Склад бортової апаратури
КА «Океан-О» розроблений в ДКБ «Південне» ім. М. К. Янгеля і виготовлений у "Виробничим об'єднанням «Південний машинобудівний завод ім. О. М. Макарова» (м. Дніпропетровськ, Україна). Фінансування здійснювалося російським і українським космічними агентствами. Експлуатується КА обома сторонами на паритетних засадах. КА «Океан-О» належить до супутників важкого класу.
Розроблений супутник на базі супутника РТР Целіна-2
Корисне навантаження супутника включає:
- — Комплекс радіофізичний апаратури (РФА)

у складі двох радіолокаторів бічного огляду;
- — Радіотелевізійний комплекс (РТВК-М)

у складі двох багатозональних скануючих пристроїв малої розподільчої здатності МСУ-М і бортового радіокомплексу;
- — Два багатоканальних скануючих пристрої

середнього дозволу МСУ-СК;
- — Багатоканальний скануючий пристрій високої розподільчої здатності МСУ-В; — Поляризаційний спектрорадіометр «Трасера-О»;
- Два трасових НВЧ-радіометра; — Багатоканальний скануючий мікрохвильовий радіометр «Дельта-2Д».

## Завдання
«Океан-О», — це ціла космічна лабораторія, яка несе на борту унікальний вимірювальний комплекс з одинадцяти приладів, що доповнюють один одного за своїми інформаційними можливостями. З борту отримані знімки високої якості багатьох регіонів Росії, України, Арктики, Антарктики, екваторіальної зони, Тайваню (відразу після землетрусу) та інших регіонів за заявками різних споживачів.
Отримана інформація знаходить застосування при дослідженні природних ресурсів (в тому числі, при пошуках родовищ газу і нафти), у сільському господарстві, метеорології, судноводінні (особливо по Північному морському шляху), рибальстві, при спостереженні за екологічними процесами в навколишньому середовищі.
Мета місії «Океан-О» — дистанційне зондування Землі і Світового океану в оптичному, інфрачервоному і мікрохвильовому діапазонах електромагнітного спектру. Також це збір і передача інформації на наземні пункти з морських, льодових та наземних платформ з метою вивчення фундаментальних проблем і ефективного вирішення прикладних завдань, пов'язаних зі станом навколишнього середовища і впливом на неї природних і техногенних процесів. Крім того, це передача даних по радіоканалах на пункти прийому інформації в інтересах народного господарства, наук про Землю та міжнародного співробітництва.
Ключовими завданнями є
- — Оперативне отримання та надання споживачам даних ДЗЗ;
- — Складання морських гідрологічних і спеціалізованих прогнозів;
- — Оперативне визначення районів Світового океану, перспективних для рибного промислу;
- — Забезпечення безпеки судноводіння і вибір оптимального маршруту суден;
- -Здійснення екологічного моніторингу, в тому числі виявлення районів забруднення поверхні океанів і морів;
- — Попередження та контролю надзвичайних ситуацій;
- — Вивчення льодової обстановки в приполярних районах;
- — Вивчення динамічних процесів у квазіізотермічному шарі;
- — Вивчення синоптичної і сезонної мінливості великомасштабних течій;
- — Дослідження мінливості характеристик і взаємозв'язку Світового океану і приводного шару атмосфери;
- — Дослідження можливостей визначення внутрішніх хвиль в океані;
- — Вивчення характеристик вод континентального шельфу.

До складу службових систем супутника входять:
- — Система управління бортовим апаратурним комплексом (субак), до якої входять прилади системи заспокоєння, орієнтації і стабілізації (СУНС);
- — Командно-програмна вимірювальна система «Куб-Контур»;
- — Інформаційна телеметрична система «БІТС-2-7»;
- — Система терморегулювання (СТР) з радіаторами, покриттями і екранно-вакуумної теплоізоляцією;
- — Система електропостачання (СЕС) з панеллю сонячних батарей і буферними акумуляторними батареями;
- — Рідинна реактивна система (РРС) з 10 двигунами тягою по 3 кгс, що працюють на паливі АТ-НДМГ;
- — Система орієнтації сонячної батареї (СОСБ) з двовісним електромеханічним приводом;
- — Комутаційні блоки живлення і управління, бортова кабельна мережа (БКС).

## Запуск супутника
КА «Океан-О» № 1Л і РН «Зеніт» (11К77 № 17л) прибули на космодром 21 березня 1999.
На підставі розпорядження РКА ЮМ-21-1271 від 19 березня 1999 була розпочата підготовка КА «Океан-О» і РН 11К77 № 17л. Підготовка проводилася розрахунком ДКБ «Південне» і КБТМ із залученням фахівців в/ч 44275 згідно з договором між КБТМ та в/ч 11284 № 752/10 від 26 лютого 1999.
19 травня 1999 було проведено засідання МДК, на підставі якого 25 червня 1999 було ухвалено рішення № 312/135: при позитивних результатах випробувань провести запуск КА «Океан-О» в період з 21 червня по 23 червня 1999.

## Функціонування
Для робіт з КА «Океан-О» в ЦУП-М був створений окремий сектор управління космічними апаратами соціально-економічного та наукового призначення. КА «Океан-О» дуже чутливий до змін параметрів земної атмосфери, яка навіть на великій висоті впливає на орієнтацію апарата. Причому труднощі для управління представляли не тільки самі ці зміни, але і їх динаміка. А часто магнітні бурі «старалися» надати цьому процесу непередбачуваний характер.
В ході польоту була розроблена, реалізована унікальна методика підтримки орієнтації КА, яка показала високу ефективність й яка не має аналогів. Вона заснована на періодичних корекції положення панелі сонячної батареї по разовим командам у сеансах зв'язку. При цьому враховувалися природні обмеження кутів повороту сонячної батареї, щоб підтримати позитивний енергобаланс КА.

## Результати програми
Апарат продовжив свою роботи після закінчення гарантійного терміну роботи.
За роки експлуатації з супутника отримані понад 10 тисяч інформаційних повідомлень і більше 800 цільових знімальних матеріалів. Зокрема, за допомогою супутника вивчався вплив техногенних аварій та природних катаклізмів на земне, водне і повітряне середовища. Отримані також унікальні знімки районів України (на заході Криму виявлено газове родовище), Сибіру, Алтаю, Антарктиди, Африки і Тайваню після землетрусу.